# Brenne (affluent de l'Armançon)
Pour les articles homonymes, voir Brenne.
La Brenne est une rivière abondante de l'est de la France, qui coule dans le département de la Côte-d'Or en Bourgogne-Franche-Comté. C'est un affluent de l'Armançon, donc un sous-affluent de la Seine par l'Armançon puis par l'Yonne.

## Géographie
La Brenne prend sa source près de Sombernon, à une trentaine de kilomètres à l'ouest de la ville de Dijon, en Bourgogne-Franche-Comté. Elle se jette dans l'Armançon à Buffon, en Côte-d'Or, à plusieurs dizaines de kilomètres du confluent de l'Armançon avec l'Yonne (entre Cheny et Migennes).
Elle alimente le réservoir de Grosbois-en-Montagne, grande retenue d'eau artificielle servant d'une part à alimenter en eau le canal de Bourgogne et d'autre part à l'alimentation en eau potable. Elle passe à proximité des sites d'Alésia, de l'abbaye de Fontenay et du parc de l'Auxois.

## Départements et principales villes traversés
- Côte-d'Or : Grosbois-en-Montagne
- Côte-d'Or : Vitteaux
- Côte-d'Or : Venarey-les-Laumes
- Côte-d'Or : Montbard

## Principaux affluents
La Brenne a deux affluents principaux:
- L'Oze
- L'Ozerain

## Hydrologie
Son débit a été observé durant une période de 21 ans (1988-2008), à Montbard,
peu avant son confluent.
Le module de la Brenne à Montbard est de 7,87 m3/s pour un bassin versant de 732 kilomètres carrés.
La rivière présente d'importantes fluctuations saisonnières de débit, avec des hautes eaux d'hiver de 12,6 à 15,6 m3 en moyenne mensuelle, de décembre à mars inclus (maximum en février), et des maigres d'été, en juillet-août-septembre, avec une chute du débit moyen mensuel allant jusqu'à 1,69 m3 au mois d'août.
De plus, à l'étiage, le VCN3 peut chuter sous les 0,15 m3/s, en cas de période quinquennale sèche, c'est-à-dire 150 litres par seconde.
De même les crues peuvent être importantes, compte tenu de la taille déjà élevée de la rivière et de son bassin versant. Les QIX 2 et QIX 5 valent respectivement 83 et 110 m3/s. Le QIX 10 est de 120 m3/s, le QIX 20 de 130 m3, tandis que le QIX 50 n'a pas encore été calculé faute de durée d'observation suffisante.
Le débit instantané maximal enregistré durant cette période de 20 ans, a été de 133 m3/s le 27 avril 1998, tandis que la valeur journalière maximale était de 115 m3/s le lendemain 28 avril. En comparant la première de ces valeurs aux différents QIX de la rivière, il ressort que cette crue était d'ordre vicennal, et donc nullement exceptionnelle.
La lame d'eau écoulée dans le bassin de la Brenne est de 337 millimètres annuellement, ce qui est supérieur à la moyenne de l'ensemble de la France, et nettement plus que dans la partie nord-ouest du bassin parisien (129 millimètres pour le Loir, 206 pour le Thérain, 138 pour l'Eure). Le débit spécifique (Qsp) atteint 10,6 litres par seconde et par kilomètre carré de bassin.